# Оттон III (герцог Брауншвейг-Харбурга)
Оттон III (20 марта 1572, Харбург — 25 февраля 1641, Харбург) — титулярный герцог Брауншвейг-Люнебурга, владетель Харбурга с 1606 года до своей смерти.

## Биография
Сын герцога Оттона II Брауншвейг-Харбургского (1528—1603)  и его второй жены Гедвиги (1535—1616), дочери графа Энно II Остфрисландского.
После смерти брата Христофера в 1606 году Оттон III и его брат Вильгельм Август управляли Харбургом совместно. Их совместное правление было гармоничным. В договоре от 11 января 1630 года братья отказались от своего прав наследования Брауншвейг-Люнебурга в пользу Кристиана в обмен на то, что Кристиан оплатит их долги, которые превысили 150 тысяч талеров.
14 апреля 1621 года в Вольфенбюттеле Оттон III женился на Гедвиге (1580—1657), дочери герцога Юлия Брауншвейг-Вольфенбюттельского. Брак был бездетным.